# I mörker sjönko lyckodrömmens länder
I mörker sjönko lyckodrömmens länder är en psalm om självbesinning av Anders Frostensson. Psalmen är helt inspirerad av Luk. 15:11 ff. Melodi är Är jag allen en främling här på jorden. Enligt Koralbok, 1939, är melodin även synonym med nr 93, Nu lofwe HErran all then Heedna skara  i 1697 års koralbok, vilken är en gammal hugenottmelodi, antagligen från Genève 1542.

## Publicerad som
- Nr 268 i 1937 års psalmbok under rubriken "Kallelse och upplysning".